# Wimbledon 2003
De 117e editie van het Britse grandslamtoernooi, Wimbledon 2003, werd gehouden van maandag 23 juni tot en met zondag 6 juli 2003. Voor de vrouwen was het de 110e editie van het graskampioenschap. Het toernooi werd gespeeld bij de All England Lawn Tennis and Croquet Club in de wijk Wimbledon van de Britse hoofdstad Londen.
Op de eerste zondag tijdens het toernooi (Middle Sunday) werd traditioneel niet gespeeld.
Het toernooi van 2003 trok 470.802 toeschouwers.

## Belangrijkste uitslagen
Mannenenkelspel

Finale: Roger Federer (Zwitserland) won van Mark Philippoussis (Australië) met 7-6, 6-2, 7-6
- Lleyton Hewitt, de winnaar van vorig jaar, werd in de eerste ronde uitgeschakeld.

Vrouwenenkelspel

Finale: Serena Williams (Verenigde Staten) won van Venus Williams (Verenigde Staten) met 4-6, 6-4, 6-2
- In de halve finale verloren de Belgische Kim Clijsters en Justine Henin-Hardenne van de zusjes Williams.

Mannendubbelspel

Finale: Jonas Björkman (Zweden) en Todd Woodbridge (Australië) wonnen van Mahesh Bhupathi (India) en Maks Mirni (Wit-Rusland) met 3-6, 6-3, 7-6, 6-3
Vrouwendubbelspel

Finale: Kim Clijsters (België) en Ai Sugiyama (Japan) wonnen van Virginia Ruano Pascual (Spanje) en Paola Suárez (Argentinië) met 6-4, 6-4
Gemengd dubbelspel

Finale: Martina Navrátilová (Verenigde Staten) en Leander Paes (India) wonnen van Anastasia Rodionova (Rusland) en Andy Ram (Israël) met 6-3, 6-3
- Het was Martina Navrátilová's twintigste Wimbledontitel. Daarmee evenaarde ze het record van Billie Jean King (6 enkelspel, 10 damesdubbelspel en 4 gemengd dubbelspel). Navrátilová won 9 titels in het enkelspel, 7 in het damesdubbelspel en 4 in het gemengd dubbelspel.

Meisjesenkelspel

Finale: Kirsten Flipkens (België) won van Anna Tsjakvetadze (Rusland) met 6-4, 3-6, 6-3
Meisjesdubbelspel

Finale: Alisa Klejbanova (Rusland) en Sania Mirza (India) wonnen van Kateřina Böhmová (Tsjechië) en Michaëlla Krajicek (Nederland) met 2-6, 6-3, 6-2
Jongensenkelspel

Finale: Florin Mergea (Roemenië) won van Chris Guccione (Australië) met 6-2, 7-6
Jongensdubbelspel

Finale: Florin Mergea (Roemenië) en Horia Tecău (Roemenië) wonnen van Adam Feeney (Australië) en Chris Guccione (Australië) met 7-6, 7-5

## Toeschouwersaantallen en bezoekerscapaciteit
|           |        | Eerste week |         | Tweede week |
| --------- | ------ | ----------- | ------- | ----------- |
| Maandag   |        | 38.500      |         | 39.389      |
| Dinsdag   | 41.929 | 34.696      |         |             |
| Woensdag  | 40.787 | 35.911      |         |             |
| Donderdag | 41.967 | 30.237      |         |             |
| Vrijdag   | 39.833 | 29.872      |         |             |
| Zaterdag  | 38.913 | 28.246      |         |             |
| Zondag    | –      | 30.522      |         |             |
| Totaal    |        | 470.802     | 470.802 | 470.802     |

|  | = slecht weer (meer dan twee uur niet gespeeld) |
|  | = gehele dag niet gespeeld, vanwege de regen    |

| Baan                           | Zitplaatsen                    | Staanplaatsen                  |                                | Baan                           | Zitplaatsen |
| ------------------------------ | ------------------------------ | ------------------------------ | ------------------------------ | ------------------------------ | ----------- |
| Centre Court                   | 13.810                         | –                              |                                | Court No. 10                   | –           |
| Court No. 1                    | 11.429                         | –                              | Court No. 11                   | –                              |             |
| Court No. 2                    | 2.220                          | 770                            | Court No. 13                   | 1.541                          |             |
| Court No. 3                    | 800                            | –                              | Court No. 14                   | 318                            |             |
| Court No. 4                    | –                              | –                              | Court No. 15                   | 318                            |             |
| Court No. 5                    | 108                            | –                              | Court No. 16                   | 318                            |             |
| Court No. 6                    | 250                            | –                              | Court No. 17                   | 318                            |             |
| Court No. 7                    | 250                            | –                              | Court No. 18                   | 782                            |             |
| Court No. 8                    | –                              | –                              | Court No. 19                   | 306                            |             |
| Court No. 9                    | –                              | –                              |                                |                                |             |
| Totaal zitplaatsen             | Totaal zitplaatsen             | Totaal zitplaatsen             | Totaal zitplaatsen             | Totaal zitplaatsen             | 32.768      |
| Totaal staanplaatsen           | Totaal staanplaatsen           | Totaal staanplaatsen           | Totaal staanplaatsen           | Totaal staanplaatsen           | 770         |
|                                |                                |                                |                                |                                |             |
| Bezoekerscapaciteit tennispark | Bezoekerscapaciteit tennispark | Bezoekerscapaciteit tennispark | Bezoekerscapaciteit tennispark | Bezoekerscapaciteit tennispark | 35.000      |

## Uitzendrechten
In Nederland was Wimbledon te zien bij de lineaire televisiezender RTL 5. De presentatie was in handen van onder andere Mari Carmen Oudendijk. Het commentaar werd onder andere verzorgd door Jan Siemerink.
Verder kon het toernooi ook gevolgd worden bij de Britse publieke omroep BBC, waar uitgebreid live-verslag werd gedaan op de zenders BBC One en BBC Two.
1877 · 1878 · 1879 · 1880 · 1881 · 1882 · 1883 · 1884 · 1885 · 1886 · 1887 · 1888 · 1889 · 1890 · 1891 · 1892 · 1893 · 1894 · 1895 · 1896 · 1897 · 1898 · 1899 · 1900 · 1901 · 1902 · 1903 · 1904 · 1905 · 1906 · 1907 · 1908 · 1909 · 1910 · 1911 · 1912 · 1913 · 1914 · 1915–1918 · 1919 · 1920 · 1921 · 1922 · 1923 · 1924 · 1925 · 1926 · 1927 · 1928 · 1929 · 1930 · 1931 · 1932 · 1933 · 1934 · 1935 · 1936 · 1937 · 1938 · 1939 · 1940–1945 · 1946 · 1947 · 1948 · 1949 · 1950 · 1951 · 1952 · 1953 · 1954 · 1955 · 1956 · 1957 · 1958 · 1959 · 1960 · 1961 · 1962 · 1963 · 1964 · 1965 · 1966 · 1967
↓ open tijdperk ↓
1968 (m-v-md-vd-gd) · 1969 (m-v-md-vd-gd) · 1970 (m-v-md-vd-gd) · 1971 (m-v-md-vd-gd) · 1972 (m-v-md-vd-gd) · 1973 (m-v-md-vd-gd) · 1974 (m-v-md-vd-gd) · 1975 (m-v-md-vd-gd) · 1976 (m-v-md-vd-gd) · 1977 (m-v-md-vd-gd) · 1978 (m-v-md-vd-gd) · 1979 (m-v-md-vd-gd) · 1980 (m-v-md-vd-gd) · 1981 (m-v-md-vd-gd) · 1982 (m-v-md-vd-gd) · 1983 (m-v-md-vd-gd) · 1984 (m-v-md-vd-gd) · 1985 (m-v-md-vd-gd) · 1986 (m-v-md-vd-gd) · 1987 (m-v-md-vd-gd) · 1988 (m-v-md-vd-gd) · 1989 (m-v-md-vd-gd) · 1990 (m-v-md-vd-gd) · 1991 (m-v-md-vd-gd) · 1992 (m-v-md-vd-gd) · 1993 (m-v-md-vd-gd) · 1994 (m-v-md-vd-gd) · 1995 (m-v-md-vd-gd) · 1996 (m-v-md-vd-gd) · 1997 (m-v-md-vd-gd) · 1998 (m-v-md-vd-gd) · 1999 (m-v-md-vd-gd) · 2000 (m-v-md-vd-gd) · 2001 (m-v-md-vd-gd) · 2002 (m-v-md-vd-gd) · 2003 (m-v-md-vd-gd) · 2004 (m-v-md-vd-gd) · 2005 (m-v-md-vd-gd) · 2006 (m-v-md-vd-gd) · 2007 (m-v-md-vd-gd) · 2008 (m-v-md-vd-gd) · 2009 (m-v-md-vd-gd) · 2010 (m-v-md-vd-gd) · 2011 (m-v-md-vd-gd) · 2012 (m-v-md-vd-gd) · 2013 (m-v-md-vd-gd) · 2014 (m-v-md-vd-gd) · 2015 (m-v-md-vd-gd) · 2016 (m-v-md-vd-gd) · 2017 (m-v-md-vd-gd) · 2018 (m-v-md-vd-gd) · 2019 (m-v-md-vd-gd) · 2020 · 2021 (m-v-md-vd-gd) · 2022 (m-v-md-vd-gd) · 2023 (m-v-md-vd-gd) · 2024 (m-v-md-vd-gd)
Lijst van Wimbledonwinnaars · Toernooien per editie